# Fenix-Deceuninck
Fenix-Deceuninck és un equip femení belga de ciclisme que participa en competicions de nivell d'elit. L'equip va ser creat l'any 2020 amb el nom de Ciclismo Mundial a l'UCI Women's Continental Team. L'any següent canvià el nom a Plantur Pura i, a partir de 2023, adoptà el nom actual i ascendí a la màxima categoria mundial, l'UCI Women’s WorldTeam.

## Classificacions UCI

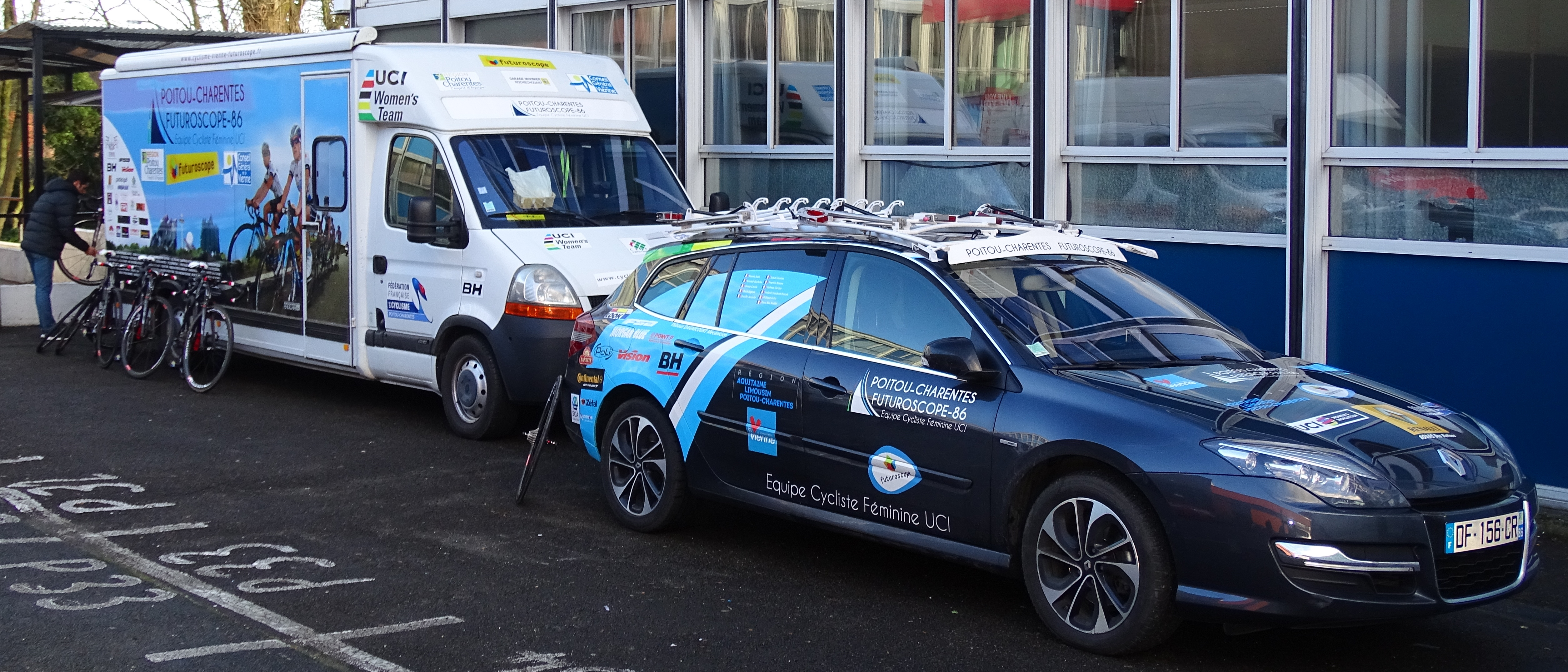
Vehicles de l'equip al 2016

Aquesta taula mostra la plaça de l'equip a la classificació de la Unió Ciclista Internacional a final de temporada i també la millor ciclista en la classificació individual de cada temporada.
| Rànquing UCI | Rànquing UCI     | Rànquing UCI                  | Rànquing UCI |
| Any          | Rànquing d'equip | Millor ciclista al rànquing   |              |
| ------------ | ---------------- | ----------------------------- | ------------ |
| 2020         | 34è              | Yara Kastelijn (142è)         |              |
| 2021         | 40è              | Yara Kastelijn (187è)         |              |
| 2022         | 12è              | Julie De Wilde (50è)          |              |
| 2023         | 9è               | Christina Schweinberger (12è) |              |
| 2024         | 11è              | Puck Pieterse (31è)           |              |
|              |                  |                               |              |
| Font: UCI    |                  |                               |              |

La taula següent mostra el rànquing de l'equip a la UCI World Tour femení, així com la seva millor ciclista en el rànquing individual.
| UCI World Tour | UCI World Tour   | UCI World Tour                | UCI World Tour |
| Any            | Rànquing d'equip | Millor ciclista al rànquing   |                |
| -------------- | ---------------- | ----------------------------- | -------------- |
| 2021           | 21è              | Yara Kastelijn (92è)          |                |
| 2022           | 15è              | Yara Kastelijn (47è)          |                |
| 2023           | 10è              | Christina Schweinberger (28è) |                |
| 2024           | 9è               | Pauliena Rooijakkers (13è)    |                |
|                |                  |                               |                |
| Font: UCI      |                  |                               |                |

## Composició de l'equip
| \| Llista de l'equip 2025 \| Llista de l'equip 2025 \| Llista de l'equip 2025 \| Llista de l'equip 2025 \| \| Ciclista \| Data de naixement \| Equip previ \| \| \| -------------------------- \| ---------------------- \| ---------------------------------------- \| ---------------------- \| \| Ceylin del Carmen Alvarado \| 6 de agost de 1998 \| Fenix-Deceuninck (2024) \| \| \| Sara Casasola \| 29 de novembre de 1999 \| Hess Cycling Team (2024) \| \| \| Millie Couzens \| 29 de octubre de 2003 \| \| \| \| Julie De Wilde \| 8 de desembre de 2002 \| Fenix-Deceuninck (2023) \| \| \| Yara Kastelijn \| 9 de agost de 1997 \| Fenix-Deceuninck (2023) \| \| \| Puck Pieterse \| 13 de maig de 2002 \| Fenix-Deceuninck (2023) \| \| \| Pauliena Rooijakkers \| 12 de maig de 1993 \| Canyon-SRAM Racing (2023) \| \| \| Carina Schrempf \| 16 de octubre de 1994 \| \| \| \| Christina Schweinberger \| 29 de octubre de 1996 \| Multum Accountants (2022) \| \| \| Marthe Truyen \| 30 de setembre de 1999 \| Fenix-Deceuninck (2023) \| \| \| Aniek van Alphen \| 1 de febrer de 1999 \| Fenix-Deceuninck Continental (2023) \| \| \| Xaydée Van Sinaey \| 16 de maig de 2005 \| Fenix-Deceuninck Development Team (2024) \| \| \| Cecilia van Zuthem \| 27 de novembre de 2003 \| WV Schijndel (2022) \| \| \| Annemarie Worst \| 19 de desembre de 1995 \| \| \| \| Inge van der Heijden \| 12 de agost de 1999 \| Fenix-Deceuninck (2023) \| \| \| Flora Perkins \| 16 de setembre de 2003 \| Fenix-Deceuninck Continental (2023) \| \| \| Evy Kuijpers \| 15 de febrer de 1995 \| Human Powered Health (2022) \| \| \| \| \| \| \| \| Font: ProCyclingStats \| \| \| \| |                        |                                          |  |
| Llista de l'equip 2025 |                        |                                          |  |
| Ciclista | Data de naixement      | Equip previ                              |  |
| Ceylin del Carmen Alvarado | 6 de agost de 1998     | Fenix-Deceuninck (2024)                  |  |
| Sara Casasola | 29 de novembre de 1999 | Hess Cycling Team (2024)                 |  |
| Millie Couzens | 29 de octubre de 2003  |                                          |  |
| Julie De Wilde | 8 de desembre de 2002  | Fenix-Deceuninck (2023)                  |  |
| Yara Kastelijn | 9 de agost de 1997     | Fenix-Deceuninck (2023)                  |  |
| Puck Pieterse | 13 de maig de 2002     | Fenix-Deceuninck (2023)                  |  |
| Pauliena Rooijakkers | 12 de maig de 1993     | Canyon-SRAM Racing (2023)                |  |
| Carina Schrempf | 16 de octubre de 1994  |                                          |  |
| Christina Schweinberger | 29 de octubre de 1996  | Multum Accountants (2022)                |  |
| Marthe Truyen | 30 de setembre de 1999 | Fenix-Deceuninck (2023)                  |  |
| Aniek van Alphen | 1 de febrer de 1999    | Fenix-Deceuninck Continental (2023)      |  |
| Xaydée Van Sinaey | 16 de maig de 2005     | Fenix-Deceuninck Development Team (2024) |  |
| Cecilia van Zuthem | 27 de novembre de 2003 | WV Schijndel (2022)                      |  |
| Annemarie Worst | 19 de desembre de 1995 |                                          |  |
| Inge van der Heijden | 12 de agost de 1999    | Fenix-Deceuninck (2023)                  |  |
| Flora Perkins | 16 de setembre de 2003 | Fenix-Deceuninck Continental (2023)      |  |
| Evy Kuijpers | 15 de febrer de 1995   | Human Powered Health (2022)              |  |
| |                        |                                          |  |
| Font: ProCyclingStats |                        |                                          |  |

| \| Llista de l'equip 2024 \| Llista de l'equip 2024 \| Llista de l'equip 2024 \| Llista de l'equip 2024 \| \| Ciclista \| Data de naixement \| Equip previ \| \| \| -------------------------- \| ---------------------- \| ------------------------------------ \| ---------------------- \| \| Ceylin del Carmen Alvarado \| 6 de agost de 1998 \| Fenix-Deceuninck (2024) \| \| \| Sanne Cant \| 8 de octubre de 1990 \| Fenix-Deceuninck (2024) \| \| \| Millie Couzens \| 29 de octubre de 2003 \| \| \| \| Julie De Wilde \| 8 de desembre de 2002 \| Fenix-Deceuninck (2023) \| \| \| Yara Kastelijn \| 9 de agost de 1997 \| Fenix-Deceuninck (2023) \| \| \| Evy Kuijpers \| 15 de febrer de 1995 \| Human Powered Health (2022) \| \| \| Greta Marturano \| 14 de juny de 1998 \| Top Girls Fassa Bortolo (2022) \| \| \| Puck Pieterse \| 13 de maig de 2002 \| Fenix-Deceuninck (2023) \| \| \| Pauliena Rooijakkers \| 12 de maig de 1993 \| Canyon-SRAM Racing (2023) \| \| \| Carina Schrempf \| 16 de octubre de 1994 \| \| \| \| Christina Schweinberger \| 29 de octubre de 1996 \| Multum Accountants (2022) \| \| \| Petra Stiasny \| 10 de setembre de 2001 \| Roland Cogeas-Edelweiss Squad (2022) \| \| \| Marthe Truyen \| 30 de setembre de 1999 \| Fenix-Deceuninck (2023) \| \| \| Cecilia van Zuthem \| 27 de novembre de 2003 \| WV Schijndel (2022) \| \| \| Annemarie Worst \| 19 de desembre de 1995 \| \| \| \| Sophie Wright \| 15 de març de 1999 \| UAE Team ADQ (2022) \| \| \| Inge van der Heijden \| 12 de agost de 1999 \| Fenix-Deceuninck (2023) \| \| \| Flora Perkins \| 16 de setembre de 2003 \| Fenix-Deceuninck Continental (2023) \| \| \| Aniek van Alphen \| 1 de febrer de 1999 \| Fenix-Deceuninck Continental (2023) \| \| \| \| \| \| \| \| Font: ProCyclingStats \| \| \| \| |                        |                                      |  |
| Llista de l'equip 2024 |                        |                                      |  |
| Ciclista | Data de naixement      | Equip previ                          |  |
| Ceylin del Carmen Alvarado | 6 de agost de 1998     | Fenix-Deceuninck (2024)              |  |
| Sanne Cant | 8 de octubre de 1990   | Fenix-Deceuninck (2024)              |  |
| Millie Couzens | 29 de octubre de 2003  |                                      |  |
| Julie De Wilde | 8 de desembre de 2002  | Fenix-Deceuninck (2023)              |  |
| Yara Kastelijn | 9 de agost de 1997     | Fenix-Deceuninck (2023)              |  |
| Evy Kuijpers | 15 de febrer de 1995   | Human Powered Health (2022)          |  |
| Greta Marturano | 14 de juny de 1998     | Top Girls Fassa Bortolo (2022)       |  |
| Puck Pieterse | 13 de maig de 2002     | Fenix-Deceuninck (2023)              |  |
| Pauliena Rooijakkers | 12 de maig de 1993     | Canyon-SRAM Racing (2023)            |  |
| Carina Schrempf | 16 de octubre de 1994  |                                      |  |
| Christina Schweinberger | 29 de octubre de 1996  | Multum Accountants (2022)            |  |
| Petra Stiasny | 10 de setembre de 2001 | Roland Cogeas-Edelweiss Squad (2022) |  |
| Marthe Truyen | 30 de setembre de 1999 | Fenix-Deceuninck (2023)              |  |
| Cecilia van Zuthem | 27 de novembre de 2003 | WV Schijndel (2022)                  |  |
| Annemarie Worst | 19 de desembre de 1995 |                                      |  |
| Sophie Wright | 15 de març de 1999     | UAE Team ADQ (2022)                  |  |
| Inge van der Heijden | 12 de agost de 1999    | Fenix-Deceuninck (2023)              |  |
| Flora Perkins | 16 de setembre de 2003 | Fenix-Deceuninck Continental (2023)  |  |
| Aniek van Alphen | 1 de febrer de 1999    | Fenix-Deceuninck Continental (2023)  |  |
| |                        |                                      |  |
| Font: ProCyclingStats |                        |                                      |  |

| \| Llista de l'equip 2023 \| Llista de l'equip 2023 \| Llista de l'equip 2023 \| Llista de l'equip 2023 \| \| Ciclista \| Data de naixement \| Equip previ \| \| \| -------------------------- \| ---------------------- \| ------------------------------ \| ---------------------- \| \| Ceylin del Carmen Alvarado \| 6 de agost de 1998 \| Fenix-Deceuninck (2023) \| \| \| Manon Bakker \| 15 de juliol de 1999 \| \| \| \| Sanne Cant \| 8 de octubre de 1990 \| Fenix-Deceuninck (2023) \| \| \| Millie Couzens \| 29 de octubre de 2003 \| \| \| \| Kim de Baat \| 29 de maig de 1991 \| Ciclotel (2020) \| \| \| Julie De Wilde \| 8 de desembre de 2002 \| Fenix-Deceuninck (2023) \| \| \| Ronja Eibl \| 30 de agost de 1999 \| \| \| \| Yara Kastelijn \| 9 de agost de 1997 \| Fenix-Deceuninck (2023) \| \| \| Evy Kuijpers \| 15 de febrer de 1995 \| Human Powered Health (2022) \| \| \| Greta Marturano \| 14 de juny de 1998 \| Top Girls Fassa Bortolo (2022) \| \| \| Marion Norbert Riberolle \| 7 de gener de 1999 \| Plantur-Pura (2022) \| \| \| Puck Pieterse \| 13 de maig de 2002 \| Fenix-Deceuninck (2023) \| \| \| Christina Schweinberger \| 29 de octubre de 1996 \| Multum Accountants (2022) \| \| \| Marthe Truyen \| 30 de setembre de 1999 \| Baloise Trek Lions (2021) \| \| \| Aniek van Alphen \| 1 de febrer de 1999 \| \| \| \| Julie Van de Velde \| 2 de juny de 1993 \| Jumbo-Visma Women Team (2021) \| \| \| Inge van der Heijden \| 12 de agost de 1999 \| Fenix-Deceuninck (2023) \| \| \| Cecilia van Zuthem \| 27 de novembre de 2003 \| WV Schijndel (2022) \| \| \| Annemarie Worst \| 19 de desembre de 1995 \| \| \| \| Sophie Wright \| 15 de març de 1999 \| UAE Team ADQ (2022) \| \| \| Carina Schrempf \| 16 de octubre de 1994 \| \| \| \| \| \| \| \| \| Font: ProCyclingStats \| \| \| \| |                        |                                |  |
| Llista de l'equip 2023 |                        |                                |  |
| Ciclista | Data de naixement      | Equip previ                    |  |
| Ceylin del Carmen Alvarado | 6 de agost de 1998     | Fenix-Deceuninck (2023)        |  |
| Manon Bakker | 15 de juliol de 1999   |                                |  |
| Sanne Cant | 8 de octubre de 1990   | Fenix-Deceuninck (2023)        |  |
| Millie Couzens | 29 de octubre de 2003  |                                |  |
| Kim de Baat | 29 de maig de 1991     | Ciclotel (2020)                |  |
| Julie De Wilde | 8 de desembre de 2002  | Fenix-Deceuninck (2023)        |  |
| Ronja Eibl | 30 de agost de 1999    |                                |  |
| Yara Kastelijn | 9 de agost de 1997     | Fenix-Deceuninck (2023)        |  |
| Evy Kuijpers | 15 de febrer de 1995   | Human Powered Health (2022)    |  |
| Greta Marturano | 14 de juny de 1998     | Top Girls Fassa Bortolo (2022) |  |
| Marion Norbert Riberolle | 7 de gener de 1999     | Plantur-Pura (2022)            |  |
| Puck Pieterse | 13 de maig de 2002     | Fenix-Deceuninck (2023)        |  |
| Christina Schweinberger | 29 de octubre de 1996  | Multum Accountants (2022)      |  |
| Marthe Truyen | 30 de setembre de 1999 | Baloise Trek Lions (2021)      |  |
| Aniek van Alphen | 1 de febrer de 1999    |                                |  |
| Julie Van de Velde | 2 de juny de 1993      | Jumbo-Visma Women Team (2021)  |  |
| Inge van der Heijden | 12 de agost de 1999    | Fenix-Deceuninck (2023)        |  |
| Cecilia van Zuthem | 27 de novembre de 2003 | WV Schijndel (2022)            |  |
| Annemarie Worst | 19 de desembre de 1995 |                                |  |
| Sophie Wright | 15 de març de 1999     | UAE Team ADQ (2022)            |  |
| Carina Schrempf | 16 de octubre de 1994  |                                |  |
| |                        |                                |  |
| Font: ProCyclingStats |                        |                                |  |

| \| Llista de l'equip 2022 \| Llista de l'equip 2022 \| Llista de l'equip 2022 \| Llista de l'equip 2022 \| \| Ciclista \| Data de naixement \| Equip previ \| \| \| ------------------------------- \| ---------------------- \| ----------------------------- \| ---------------------- \| \| Ceylin del Carmen Alvarado \| 6 de agost de 1998 \| Plantur-Pura (2022) \| \| \| Manon Bakker \| 15 de juliol de 1999 \| \| \| \| Sanne Cant \| 8 de octubre de 1990 \| Plantur-Pura (2022) \| \| \| Imogen Cotter \| 5 de juliol de 1993 \| Keukens Redant (2021) \| \| \| Millie Couzens \| 29 de octubre de 2003 \| \| \| \| Kiona Crabbé \| 18 de març de 2025 \| World Cycling Centre (2020) \| \| \| Kim de Baat \| 29 de maig de 1991 \| Ciclotel (2020) \| \| \| Julie De Wilde \| 8 de desembre de 2002 \| Plantur-Pura (2022) \| \| \| Ronja Eibl (1 de gen–30 de abr) \| 30 de agost de 1999 \| \| \| \| Justine Ghekiere \| 14 de maig de 1996 \| Bingoal-Chevalmeire (2021) \| \| \| Yara Kastelijn \| 9 de agost de 1997 \| Plantur-Pura (2022) \| \| \| Puck Pieterse \| 13 de maig de 2002 \| Plantur-Pura (2022) \| \| \| Laura Süßemilch \| 23 de febrer de 1997 \| Multum Accountants (2020) \| \| \| Marthe Truyen \| 30 de setembre de 1999 \| Baloise Trek Lions (2021) \| \| \| Aniek van Alphen \| 1 de febrer de 1999 \| \| \| \| Julie Van de Velde \| 2 de juny de 1993 \| Jumbo-Visma Women Team (2021) \| \| \| Inge van der Heijden \| 12 de agost de 1999 \| Plantur-Pura (2022) \| \| \| Karen Verhestraeten \| 23 de abril de 1991 \| Sengers (2013) \| \| \| Annemarie Worst \| 19 de desembre de 1995 \| \| \| \| \| \| \| \| \| Font: UCI \| \| \| \| |                        |                               |  |
| Llista de l'equip 2022 |                        |                               |  |
| Ciclista | Data de naixement      | Equip previ                   |  |
| Ceylin del Carmen Alvarado | 6 de agost de 1998     | Plantur-Pura (2022)           |  |
| Manon Bakker | 15 de juliol de 1999   |                               |  |
| Sanne Cant | 8 de octubre de 1990   | Plantur-Pura (2022)           |  |
| Imogen Cotter | 5 de juliol de 1993    | Keukens Redant (2021)         |  |
| Millie Couzens | 29 de octubre de 2003  |                               |  |
| Kiona Crabbé | 18 de març de 2025     | World Cycling Centre (2020)   |  |
| Kim de Baat | 29 de maig de 1991     | Ciclotel (2020)               |  |
| Julie De Wilde | 8 de desembre de 2002  | Plantur-Pura (2022)           |  |
| Ronja Eibl (1 de gen–30 de abr) | 30 de agost de 1999    |                               |  |
| Justine Ghekiere | 14 de maig de 1996     | Bingoal-Chevalmeire (2021)    |  |
| Yara Kastelijn | 9 de agost de 1997     | Plantur-Pura (2022)           |  |
| Puck Pieterse | 13 de maig de 2002     | Plantur-Pura (2022)           |  |
| Laura Süßemilch | 23 de febrer de 1997   | Multum Accountants (2020)     |  |
| Marthe Truyen | 30 de setembre de 1999 | Baloise Trek Lions (2021)     |  |
| Aniek van Alphen | 1 de febrer de 1999    |                               |  |
| Julie Van de Velde | 2 de juny de 1993      | Jumbo-Visma Women Team (2021) |  |
| Inge van der Heijden | 12 de agost de 1999    | Plantur-Pura (2022)           |  |
| Karen Verhestraeten | 23 de abril de 1991    | Sengers (2013)                |  |
| Annemarie Worst | 19 de desembre de 1995 |                               |  |
| |                        |                               |  |
| Font: UCI |                        |                               |  |

| \| Llista de l'equip 2021 \| Llista de l'equip 2021 \| Llista de l'equip 2021 \| Llista de l'equip 2021 \| \| Ciclista \| Data de naixement \| Equip previ \| \| \| ---------------------- \| ---------------------- \| --------------------------- \| ---------------------- \| \| Manon Bakker \| 15 de juliol de 1999 \| \| \| \| Sanne Cant \| 8 de octubre de 1990 \| Plantur-Pura (2021) \| \| \| Kiona Crabbé \| 18 de març de 2025 \| World Cycling Centre (2020) \| \| \| Julie De Wilde \| 8 de desembre de 2002 \| Plantur-Pura (2021) \| \| \| Yara Kastelijn \| 9 de agost de 1997 \| Plantur-Pura (2021) \| \| \| Jinse Peeters \| 26 de maig de 1999 \| World Cycling Centre (2020) \| \| \| Laura Süßemilch \| 23 de febrer de 1997 \| Multum Accountants (2020) \| \| \| Inge van der Heijden \| 12 de agost de 1999 \| Plantur-Pura (2021) \| \| \| Karen Verhestraeten \| 23 de abril de 1991 \| Sengers (2013) \| \| \| \| \| \| \| \| Font: ProCyclingStats \| \| \| \| |                       |                             |  |
| Llista de l'equip 2021 |                       |                             |  |
| Ciclista | Data de naixement     | Equip previ                 |  |
| Manon Bakker | 15 de juliol de 1999  |                             |  |
| Sanne Cant | 8 de octubre de 1990  | Plantur-Pura (2021)         |  |
| Kiona Crabbé | 18 de març de 2025    | World Cycling Centre (2020) |  |
| Julie De Wilde | 8 de desembre de 2002 | Plantur-Pura (2021)         |  |
| Yara Kastelijn | 9 de agost de 1997    | Plantur-Pura (2021)         |  |
| Jinse Peeters | 26 de maig de 1999    | World Cycling Centre (2020) |  |
| Laura Süßemilch | 23 de febrer de 1997  | Multum Accountants (2020)   |  |
| Inge van der Heijden | 12 de agost de 1999   | Plantur-Pura (2021)         |  |
| Karen Verhestraeten | 23 de abril de 1991   | Sengers (2013)              |  |
| |                       |                             |  |
| Font: ProCyclingStats |                       |                             |  |

| \| Llista de l'equip 2020 \| Llista de l'equip 2020 \| Llista de l'equip 2020 \| Llista de l'equip 2020 \| \| Ciclista \| Data de naixement \| Equip previ \| \| \| -------------------------- \| ---------------------- \| --------------------------------------- \| ---------------------- \| \| Ceylin del Carmen Alvarado \| 6 de agost de 1998 \| Ciclismo Mundial (2020) \| \| \| Manon Bakker \| 15 de juliol de 1999 \| \| \| \| Sanne Cant \| 8 de octubre de 1990 \| \| \| \| Kiona Crabbé \| 18 de març de 2025 \| \| \| \| Yara Kastelijn \| 9 de agost de 1997 \| WaowDeals (2018) \| \| \| Jinse Peeters \| 26 de maig de 1999 \| \| \| \| Loes Sels \| 25 de juliol de 1985 \| Wielerclub de sprinters Malderen (2019) \| \| \| Karen Verhestraeten \| 23 de abril de 1991 \| Sengers (2013) \| \| \| Annemarie Worst \| 19 de desembre de 1995 \| \| \| \| \| \| \| \| \| Font: ProCyclingStats \| \| \| \| |                        |                                         |  |
| Llista de l'equip 2020 |                        |                                         |  |
| Ciclista | Data de naixement      | Equip previ                             |  |
| Ceylin del Carmen Alvarado | 6 de agost de 1998     | Ciclismo Mundial (2020)                 |  |
| Manon Bakker | 15 de juliol de 1999   |                                         |  |
| Sanne Cant | 8 de octubre de 1990   |                                         |  |
| Kiona Crabbé | 18 de març de 2025     |                                         |  |
| Yara Kastelijn | 9 de agost de 1997     | WaowDeals (2018)                        |  |
| Jinse Peeters | 26 de maig de 1999     |                                         |  |
| Loes Sels | 25 de juliol de 1985   | Wielerclub de sprinters Malderen (2019) |  |
| Karen Verhestraeten | 23 de abril de 1991    | Sengers (2013)                          |  |
| Annemarie Worst | 19 de desembre de 1995 |                                         |  |
| |                        |                                         |  |
| Font: ProCyclingStats |                        |                                         |  |